# プロトスクス
プロトスクス（Protosuchus）は、中生代の前期ジュラ紀（または後期三畳紀）の北アメリカ大陸およびゴンドワナ大陸に生息していた原鰐亜目に属す原始的なワニ形上目の属。
化石は、北アメリカ、南アフリカ共和国、および南極大陸から発見されている（詳しくは「分布」の項を参照）。
本種は現生のワニ類に通じる形質を明確なかたちで示す。ゆえに、現生的なワニに通じるワニ類として「既知で最古のワニ」とされている。ただし、始まりであるだけに、現生ワニ類とは異なる形質を数多く有してもいる。

## 学名
属名はギリシア語の proto (πρωτο)「最初の」と suchus (Σούχος)「ワニ」からなる語で「最初のワニ」の意味を持つ。

## 発見
プロトスクスは化石ハンターとしても有名なアメリカの古生物学者バーナム・ブラウンによって1930年代に記載された。記載に用いられた標本はナバホインディアンがそれ以前に採取していたものと後に採取された部分的な骨格6点を併せた物だった。1951年になってよりよい化石がコルバートらによって詳細に研究されている。

## 特徴
体長約1m、推定体重約40kg。
本種は、彼らに先立って三畳紀中期に登場していた最も古い鰐形類であるスフェノスクス亜目とは異なり、その頭部の形態にワニ目の特徴をいっそう色濃く示すものである。
現生ワニ類のそれに比べれば全体的に小さくて短く、横幅が広く、吻部が細く、顎もまた小ぶりではあるが、平たい頭頂部・小さくなった上側頭窓・消失した前眼窩窓、などのワニとしての特徴をすでにそなえている。
その一方で、水中に潜むとき吻部から突出した鼻孔と眼だけを水面から覗かせる潜伏の体勢がとれる現生ワニ類に対して、眼が頭部側面に付いているプロトスクスでは不可能であり、この点で彼らは陸上動物としての特徴を強く持っていた。
また、四肢は胴体の外側に伸ばすのではなく、真下に向けて付いている。すなわち、彼らは陸上でのほとんど全ての時間を腹這いですごす現生ワニ類とは違い、胴を常に高く掲げて軽快に歩行できたと考えられる。前肢は後肢に対して短いが、後肢が長いのは二足歩行の先祖に由来すると考えられている。四肢そのものは現生ワニ類に比べて非常に長く、体幹を高い位置に持ち上げていた。これらの特徴から、本種は活発な陸上捕食者であったとされている。
現生ワニ類が特徴とする、水中での推進力を生み出すことのできる長く力強い尾も、彼らの進化段階で既に整いつつあった。また、背中には広範囲に鱗甲板による装甲がなされていた。

## 分布
化石は、当時北半球の中緯度・低緯度地域であった北アメリカと、南半球の中緯度・高緯度地域であった南アフリカ共和国および南極地方から発見されている。
当時の南アフリカ・南極は同一地域と言っても差し支えの無い隣接した地域であったが、北アメリカとは距離的な隔たりが大きい。とは言え、双方は地続きの巨大な大陸の一部であった（画像参照 ）。

## 種分類の詳細
- P. richardsoni (Brown, 1933) 　：模式種。米国（アリゾナ州）で発見。
- P. haughtoni (Whetstone and Whybrow, 1983)　：南アフリカ共和国で発見。
- P. micmac Sues et al., 1996　：カナダ（ノバスコシア州）で発見。